# 1066 Lobelia
1066 Lobelia là một tiểu hành tinh bay quanh Mặt Trời. Ban đầu nó có tên là 1926 RA. Nó có đường kính 42 km.